# Nordisk tone i musikken
 Der er for få eller ingen kildehenvisninger i denne artikel, hvilket er et problem. Du kan hjælpe ved at angive troværdige kilder til de påstande, som fremføres i artiklen.

I beskrivelsen af dansk og nordisk musik bruges under tiden et begrebe om en nordisk tone – eller nordisk farvetone. Nogle musikteoretikere mener at denne tone har sit ophav i melodiske, rytmiske og harmoniske karakteristika som man finder i den nordiske folkemusik – i særdeleshed i de gamle ballader og heltesange der går tilbage til en tid før etableringen af det moderne dur/mol-tonale system. Det er imidlertid omstridt om der overhovedet findes en sådan særlig nordisk eller dansk tone i musikken.
Man kan opstille i det mindste to synspunkter:
Et essentialistisk synspunkt: at der findes en essens, en kerne eller noget nationalt i musikken som en særlig uforvekslelig, særpræget egenskab ved musikken i Norden – og at noget tilsvarende skulle kunne efterspores hos andre nationer og folkeslag. Baggrunden kan findes i slutningen af 1700-tallet hvor der indledtes en såkaldt modoplysning – blandt andet med Johann Georg Hamann – en periode hvor betoning af folk, tradition og historie blev stillet i modsætning til oplysningstidens almene menneskerettigheder, naturret og universalisme. Johann Gottfried Herder havde indsamlet og udgivet adskillige folkeviser fra mange lande: Volkslieder, 1778. Den tyske komponist J.A.P. Schulz – der virkede en kort årrække som kapelmester i København fra 1787 til 1795 – havde 1779 udgivet Gesänge im Volkston og 1782 Lieder im Volkston. Senere, op gennem 1800-tallet, blev det at "komponere nationalt" et slags kunstpolitisk program.
Den anden opfattelse kunne kaldes konstruktivistisk: at det man betegner som nordisk tone er en konstruktion bygget på traditioner fra gammel folkemusik. Fænomenet skulle efter denne opfattelse være opstået dels på baggrund af nationalpolitiske interesser og intentioner, dels være resultat af en generel proces af accept af kulturelt arvegods, videregivet fra den ene generation til den næste.
Nordisk tone er altså efter denne opfattelse ikke afhængig af et faktisk eksisterende, folkekulturelt fænomen. Den får så at sige den betydning man tillægger den. Og fra det øjeblik hvor det "musikalsk-nordiske" overleveres uden tekst med titler som Nordiske Sange eller Nordiske Tonebilleder fremstår det efterfølgende som en klingende realitet.